# 維港匯
維港匯（英語：GRAND VICTORIA）為深水埗區一個私人屋苑，位於香港九龍長沙灣荔盈街6及8號（新九龍內地段第6549號），由會德豐地產、信和置業、嘉華國際及爪哇控股合作發展。建築師為王董建築師事務有限公司，承建商為中國海外房屋工程有限公司。屋苑已於2022年尾至2023年初陸續完工，銷售期間示範單位曾設於奧海城2期商場。

## 歷史

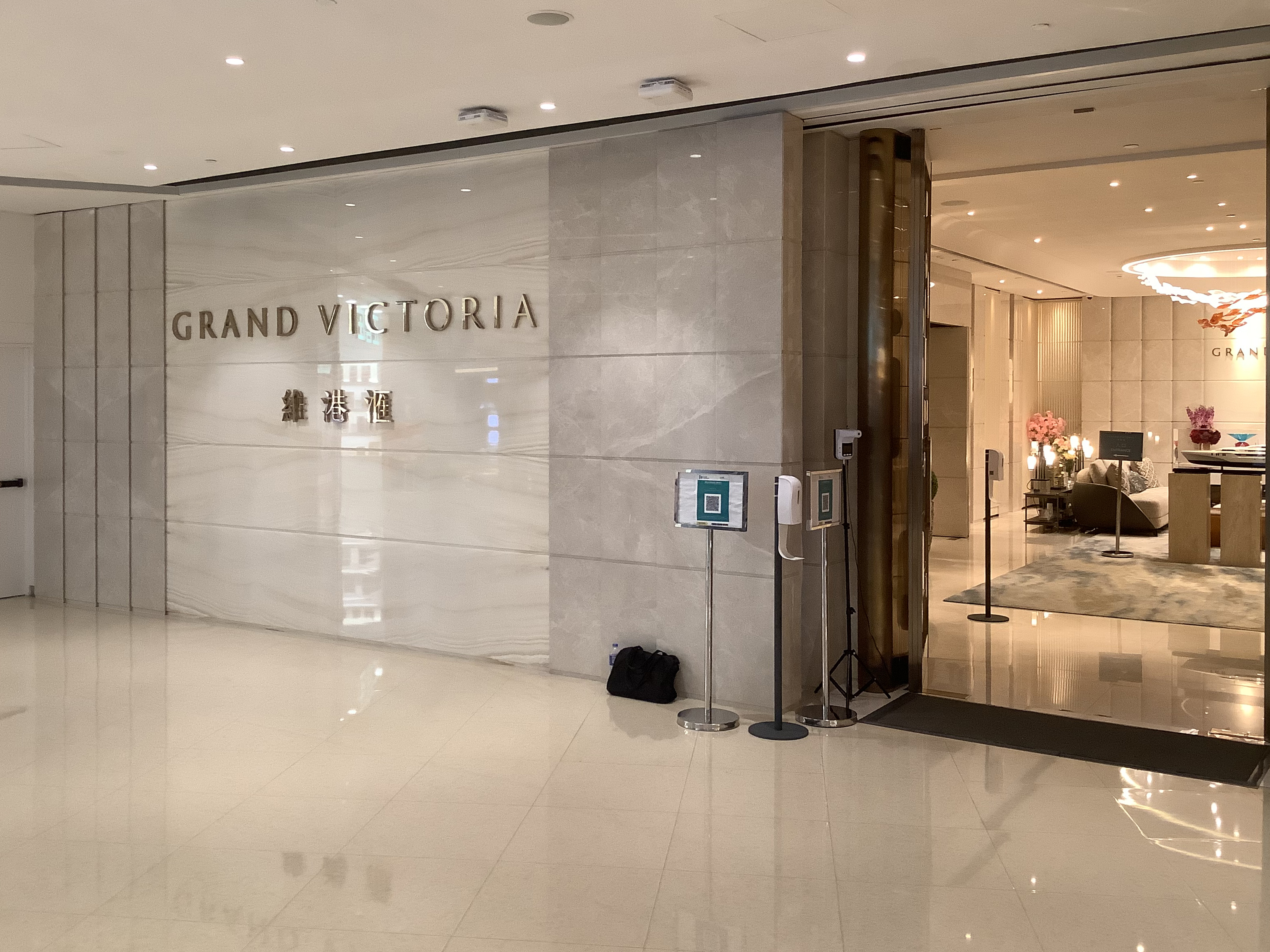
維港滙在奧海城2期的示範單位

屋苑原訂為長沙灣副食品批發市場第二期預留用地，並擬用作安置油麻地果欄商戶。然而，由於政府與上述商戶無法達成共識，計劃最後告吹，而土地曾用作露天貨車停車場。
因應政府增加房屋供應的政策，此屋苑用地於2013年改劃作私人住宅用地，並在2017年10月進行招標，到同年11月10日截標時共有11個財團入標。其後，政府公布地皮由信和置業、會德豐地產、世茂房地產、嘉華國際及爪哇控股組成的財團以172.9億元投得，每呎地價達1.75萬元。當時，此屋苑曾經成為香港最貴住宅用地，並被媒體稱「長沙灣地王」。不過地王紀錄只維持約半年，由新地以251.61億投得的啟德第1F區1號地盤取代。
2019年10月，信置和會德豐地產曾表示計劃在2020年下半年推售項目，但最後延遲到2021年3月。
2021年12月，爪哇丶信置和會德豐收購世茂房地產持有的22.5% 權益。
2023年6月，發展商表示陸續通知業主交樓，而整個項目開售迄今累沽996伙，總成交金額近160億元。目前餘下約10伙「海景樓王」單位會以招標形式待售。

## 規劃
項目分為3期發展，合共提供1,437伙單位。項目由四大知名設計師合作設計，外牆由Arquitectonica負責、入口大堂由Hirsch Bedner Associates（HBA）團隊設計。而會所部分由Champalimaud Design及Rottet Studio室內設計公司負責。

### 第1期

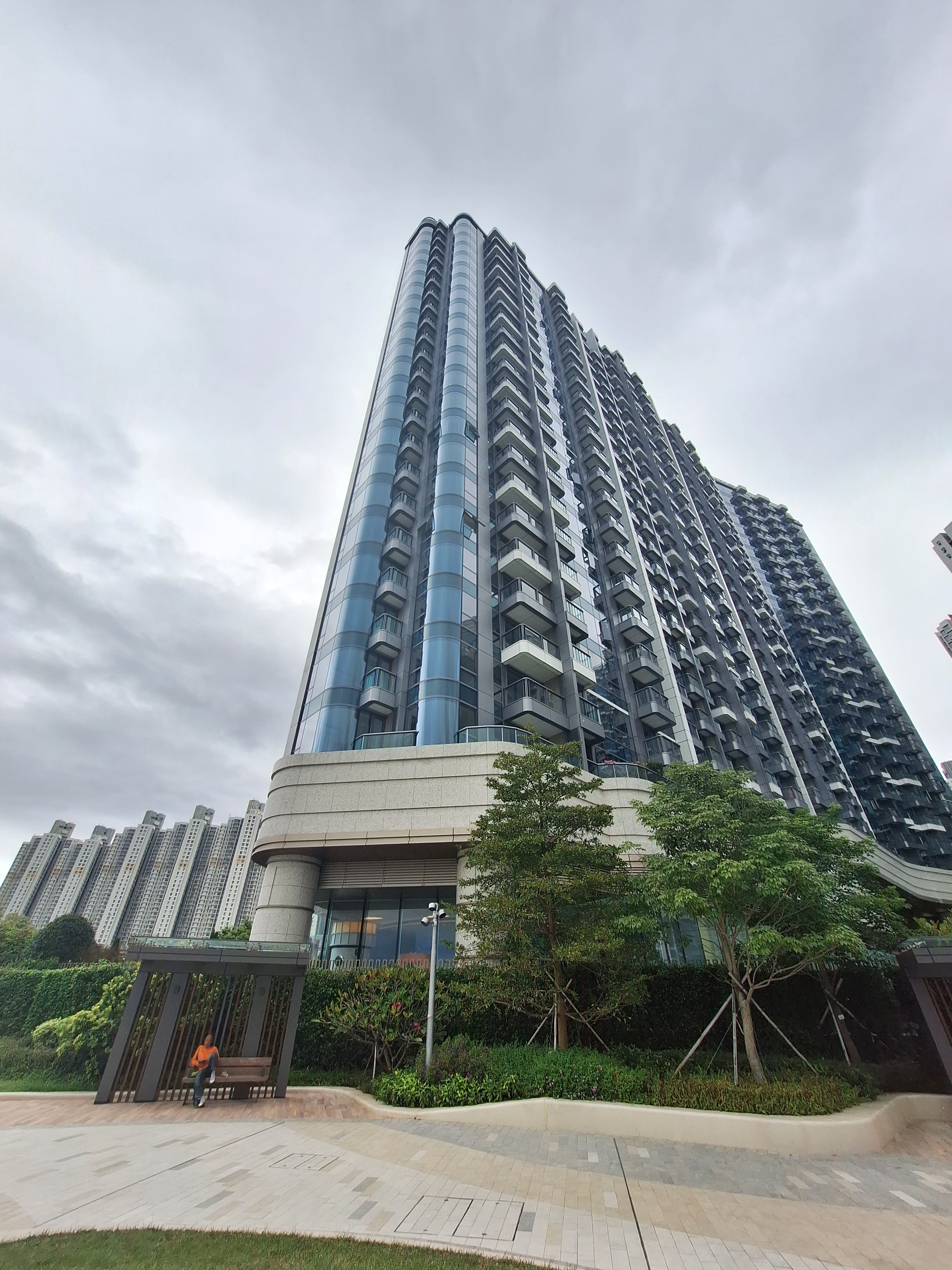
維港滙第一期（其中四房單位的睡房採用雙弧形玻璃設計）

在3月2日發展商正式推出第1期包括第1、2、3及5座，提供524個住宅單位，面積256至2,189方呎，包括開放式至4房，約7成單位為2房及3房。

### 第2期

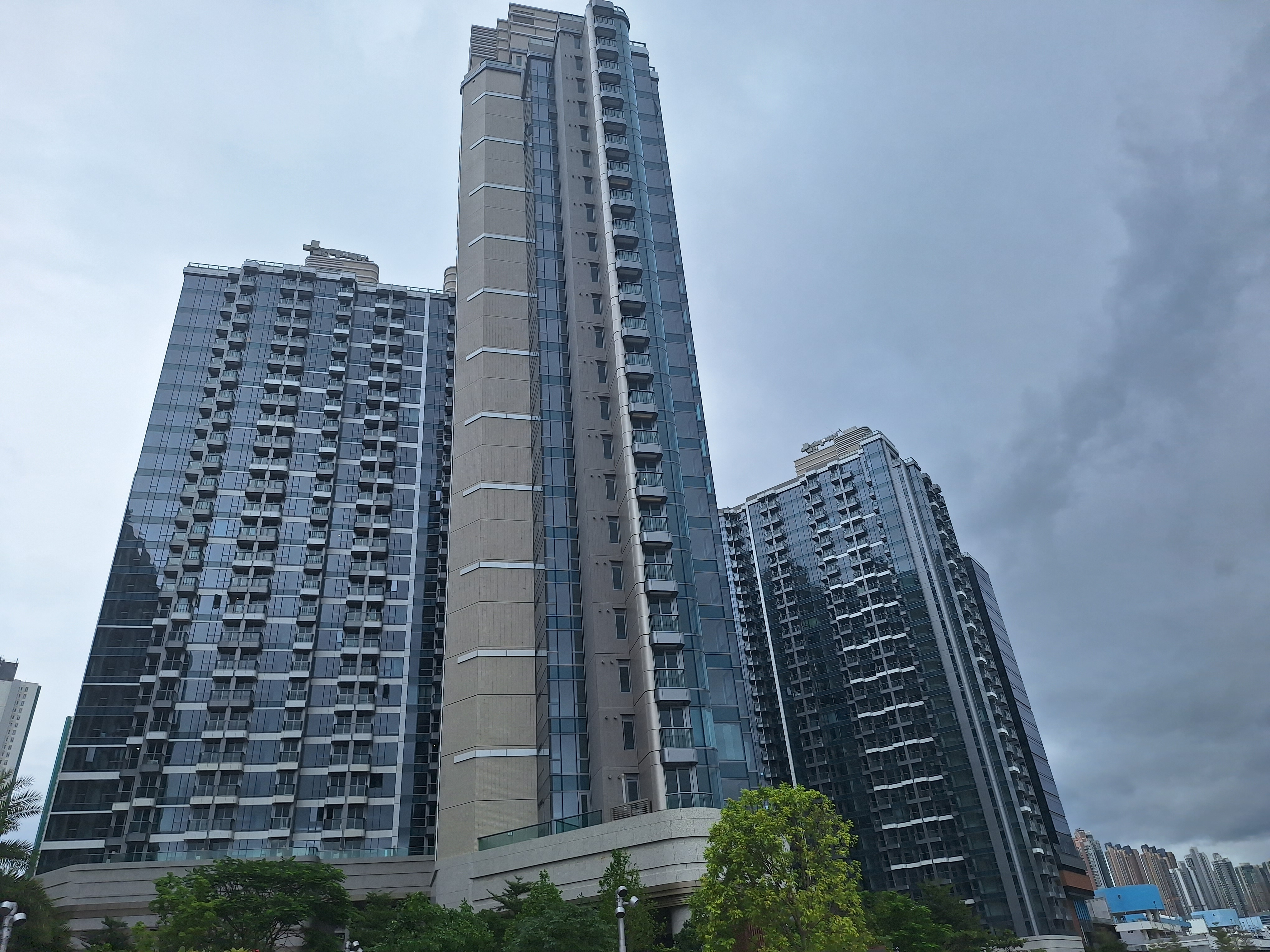
維港滙第二及第三期（第二期四房單位的睡房只有一面弧形玻璃，而第三期則沒有四房單位）

在2021年1月8日發展商正式推出第2期包括第1、2、3及5座，提供524個住宅單位，面積256至2,189方呎，包括開放式至4房，約7成單位為2房及3房。

### 第3期
在2020年4月4日發展商正式推出第3期包括第1、2及5座，提供524個住宅單位，面積256至2,189方呎，包括開放式至3房，約7成單位為2房及3房。

### 住客會所

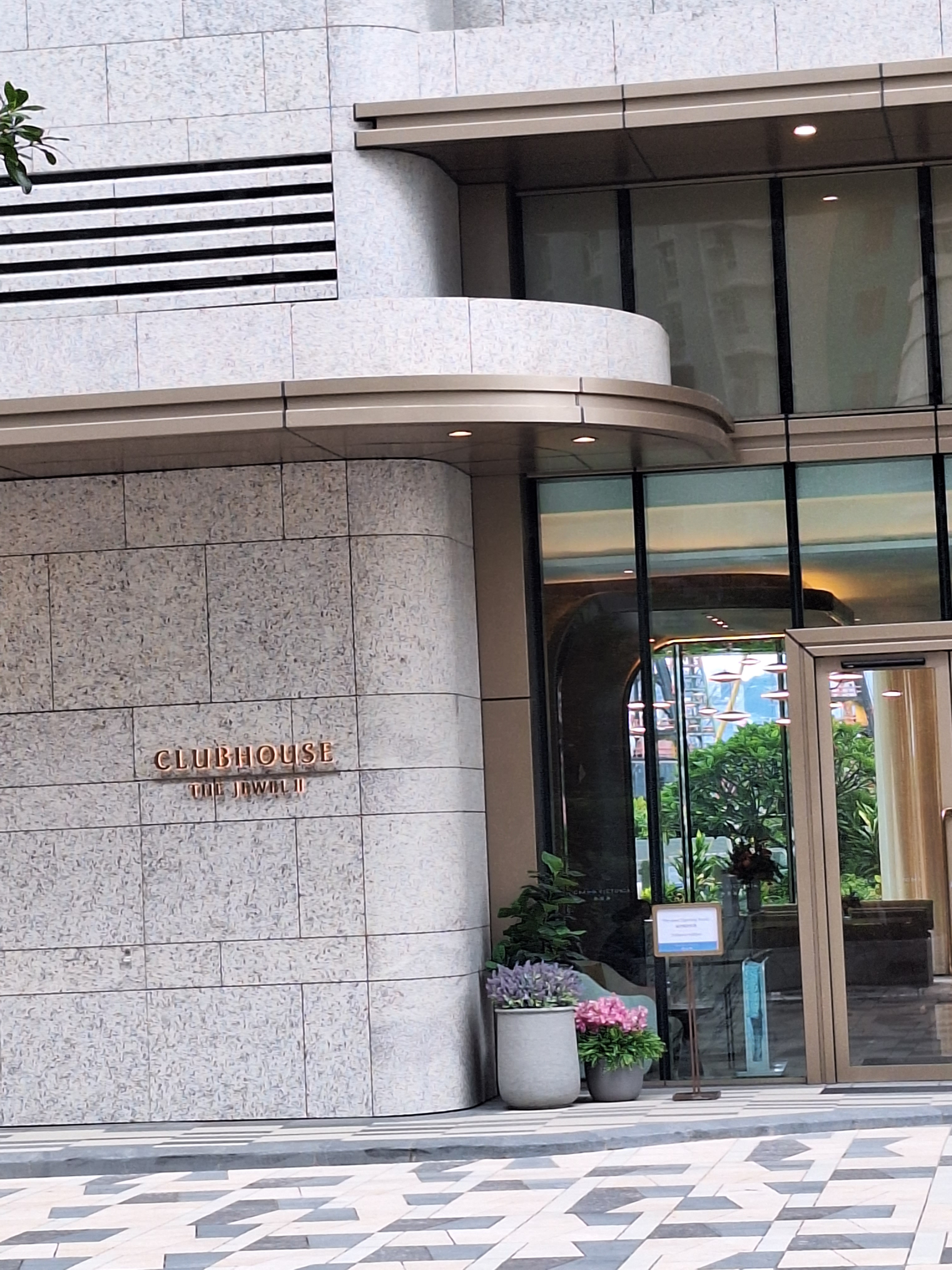
住客會所「The Jewel」入口

屋苑住客會所「The Jewel」為雙會所設計。會所樓高5層，總面積逾58,500方呎。而設施包括特設3個室內外泳池，包括「Victoria Pool」及50米戶外泳池「Marina Oval」和獨立按摩池；佔地逾2,600方呎，24小時開放的雙健身室。會所地庫1樓有瑜伽室、蒸氣室、桑拿室。而地庫2樓設多用途標準運動場，可作籃球場和羽毛球場。其他設施包括三間享有室外泳池景的宴會廳、以海洋及船艙為主題的兒童玩樂室和燒烤場等。而會所亦逾千平方呎董事屋Director’s Villa，由Champalimaud Design團隊負責設計，董事屋以郵輪奢華氣派為主題，設有室內外用餐區、開放式廚房、酒櫃、吧枱和室外獨立泳池等。

### 公共空間
地面提供不少於約3.87萬平方呎公共空間，包括海濱長廊和綠化帶。該公共空間已命名為「長沙灣海濱花園」，於2023年7月14日全面啟用。

## 建設圖片

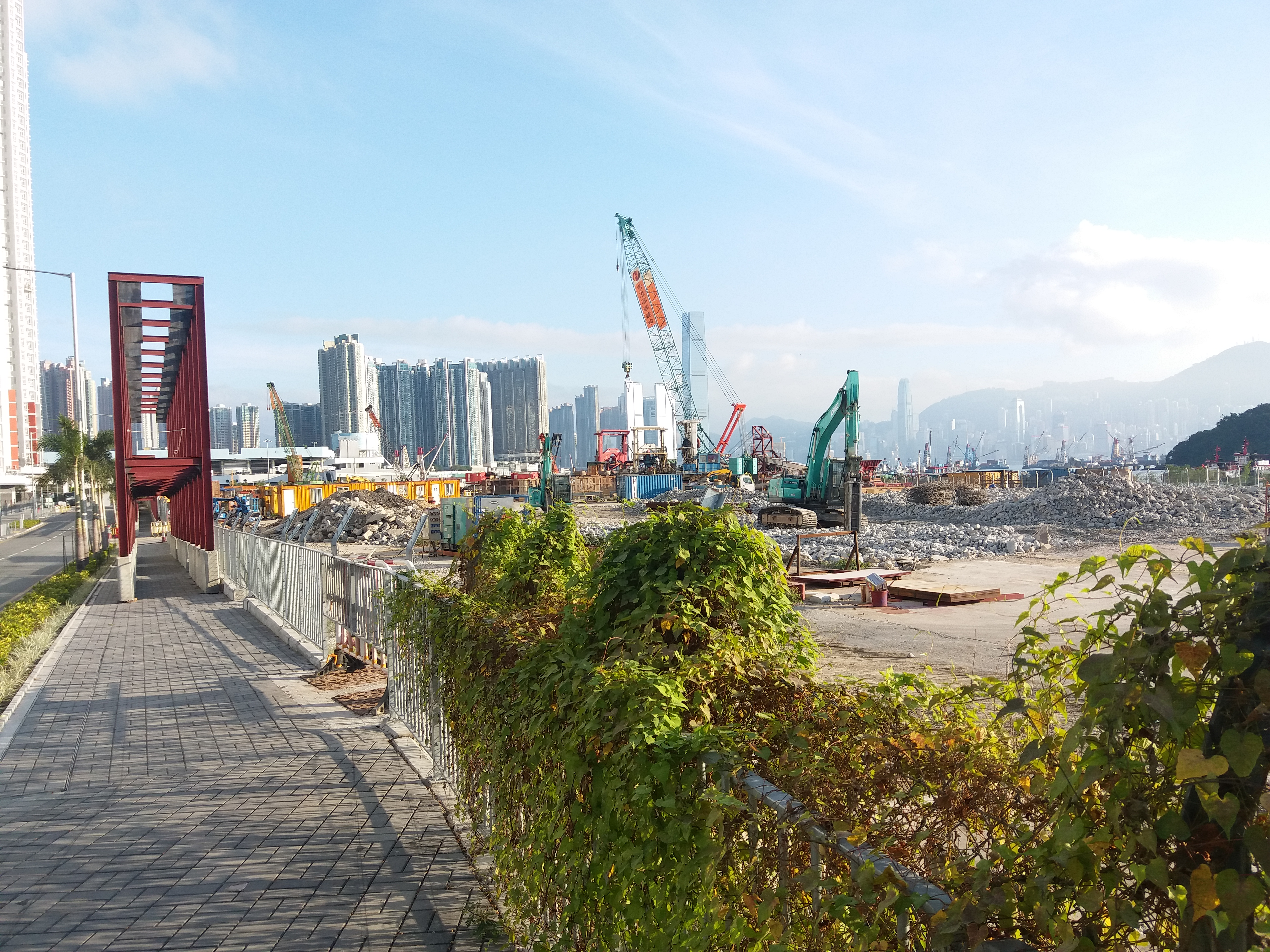
剛動工，2018年11月
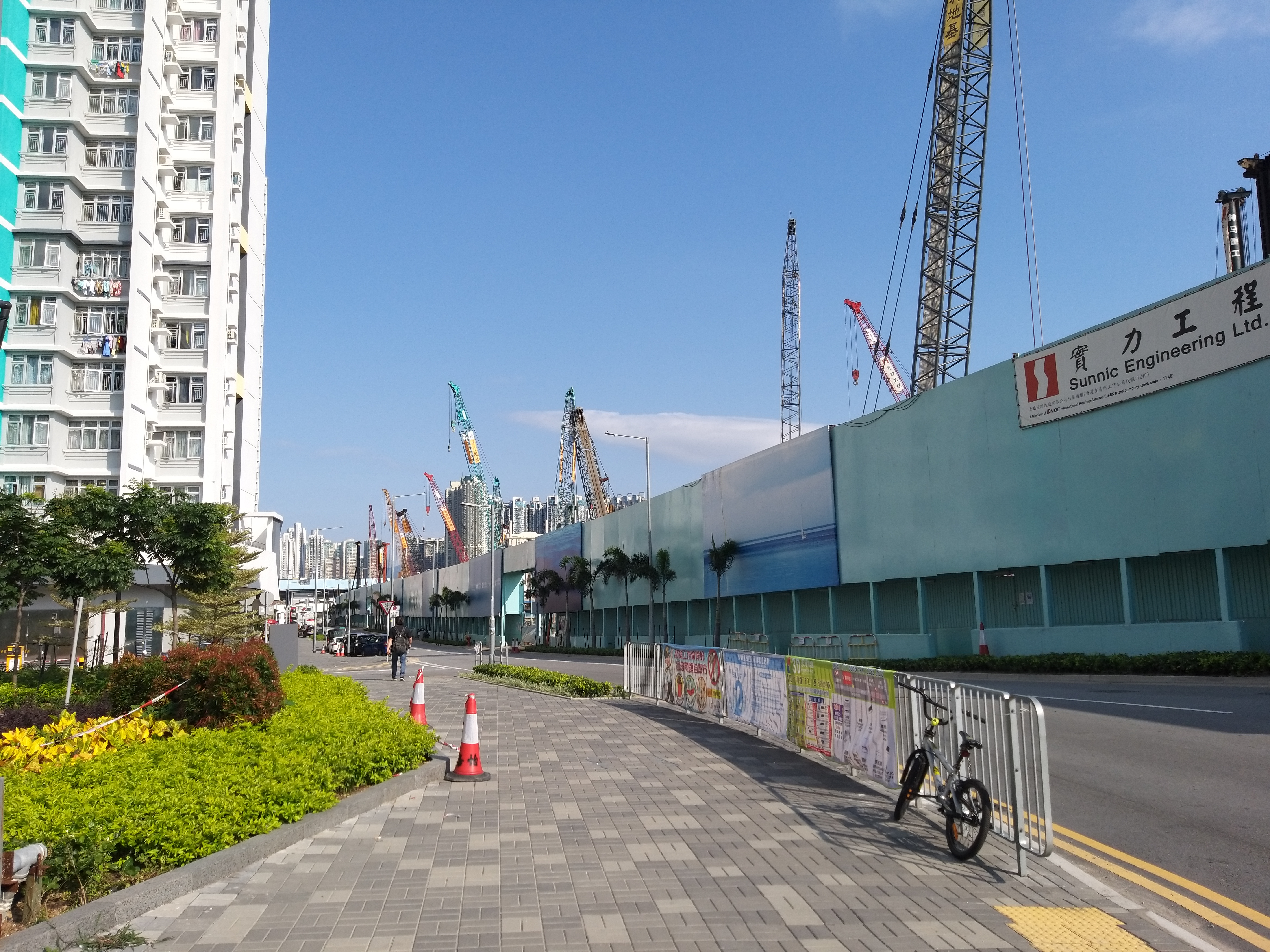
2019年5月
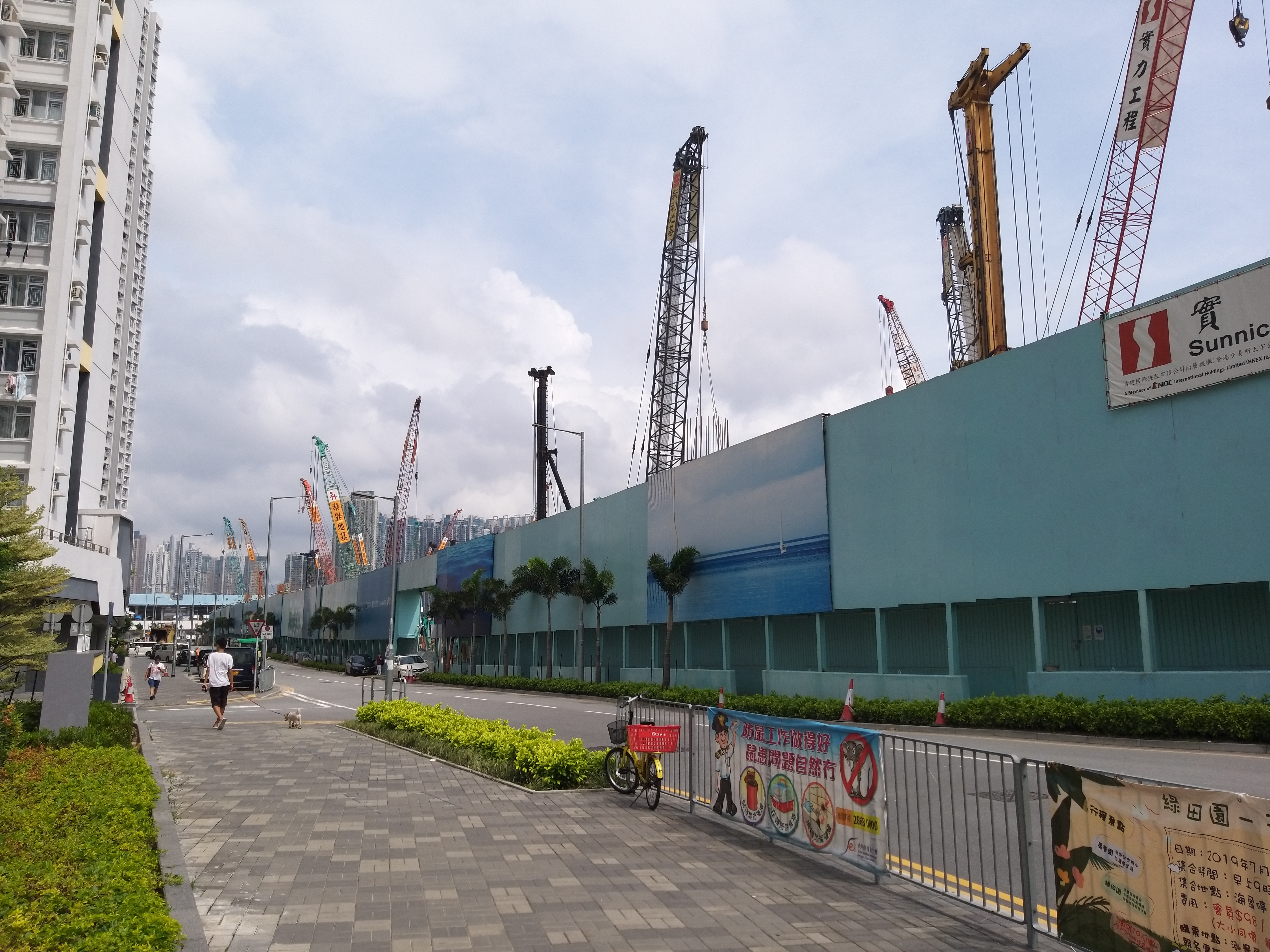
2019年7月
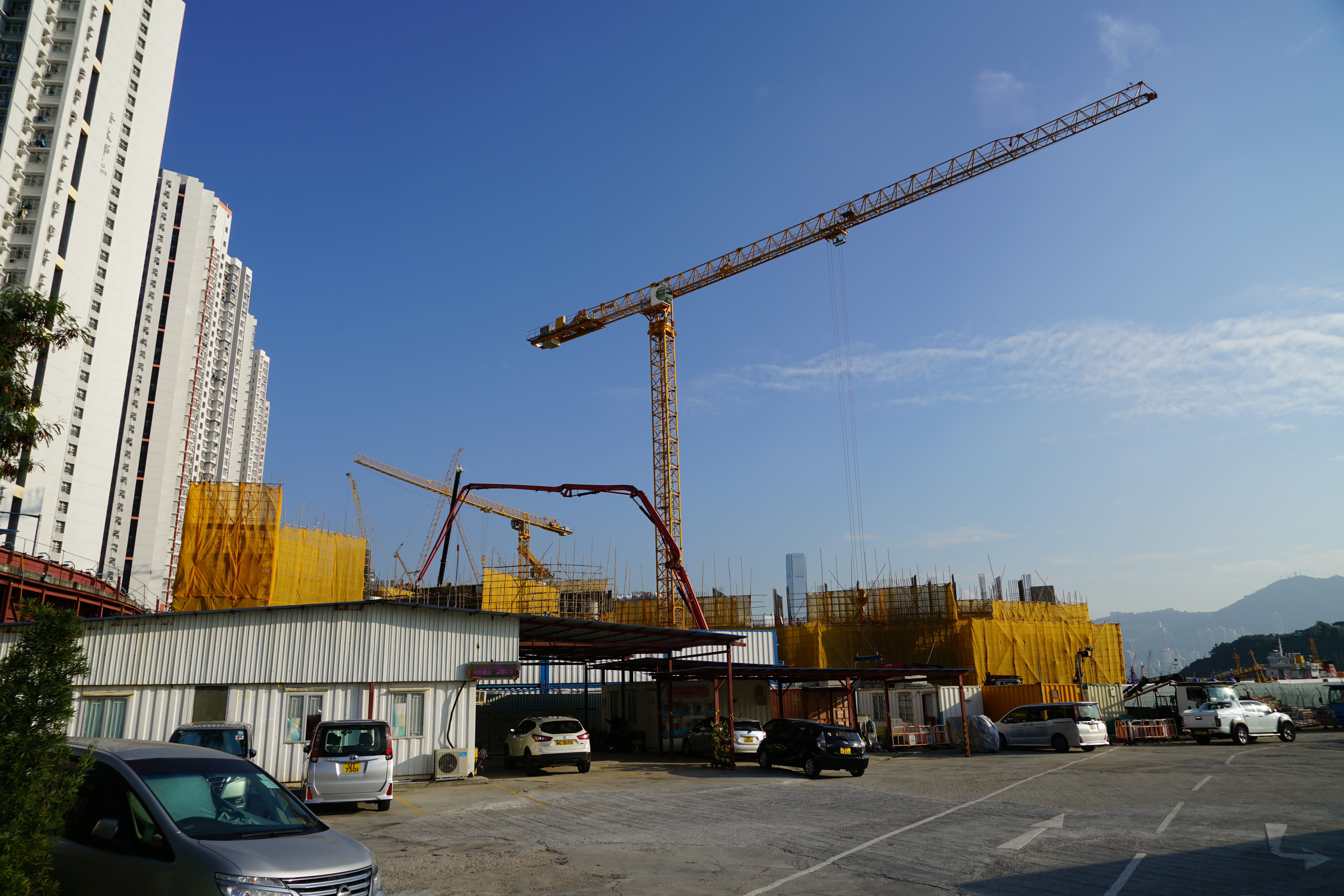
開始上蓋工程，2020年11月
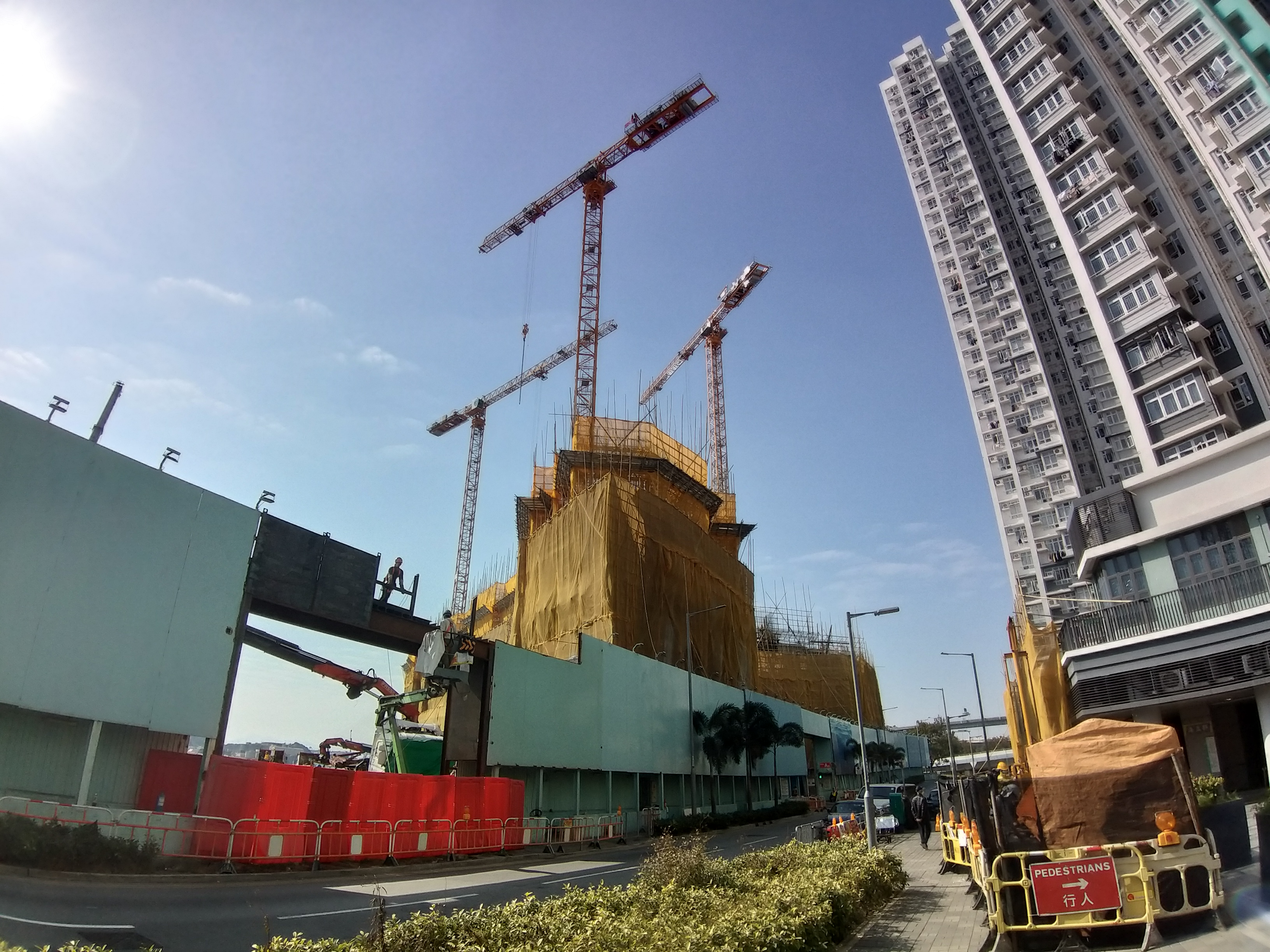
2021年1月
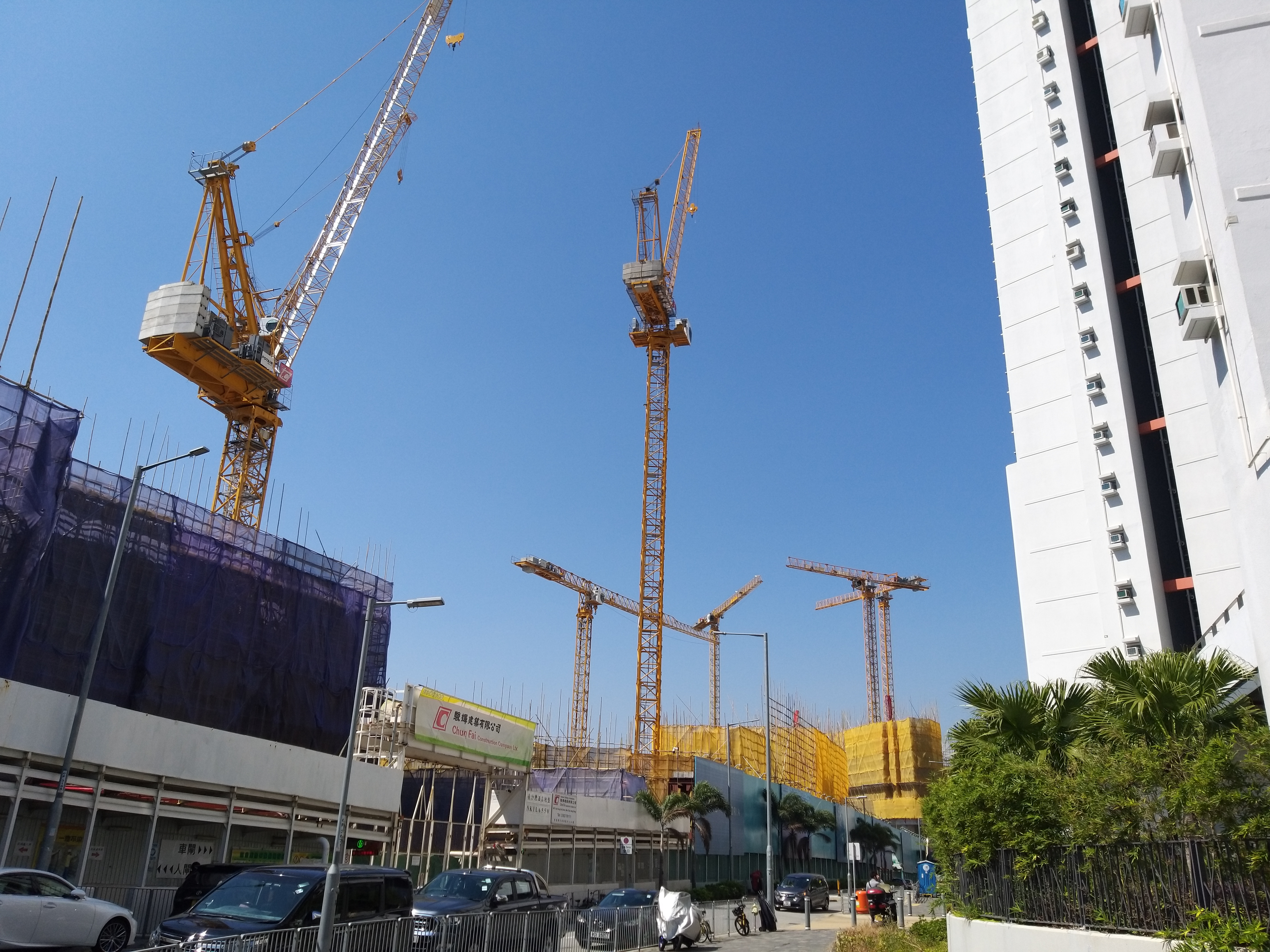
2021年2月
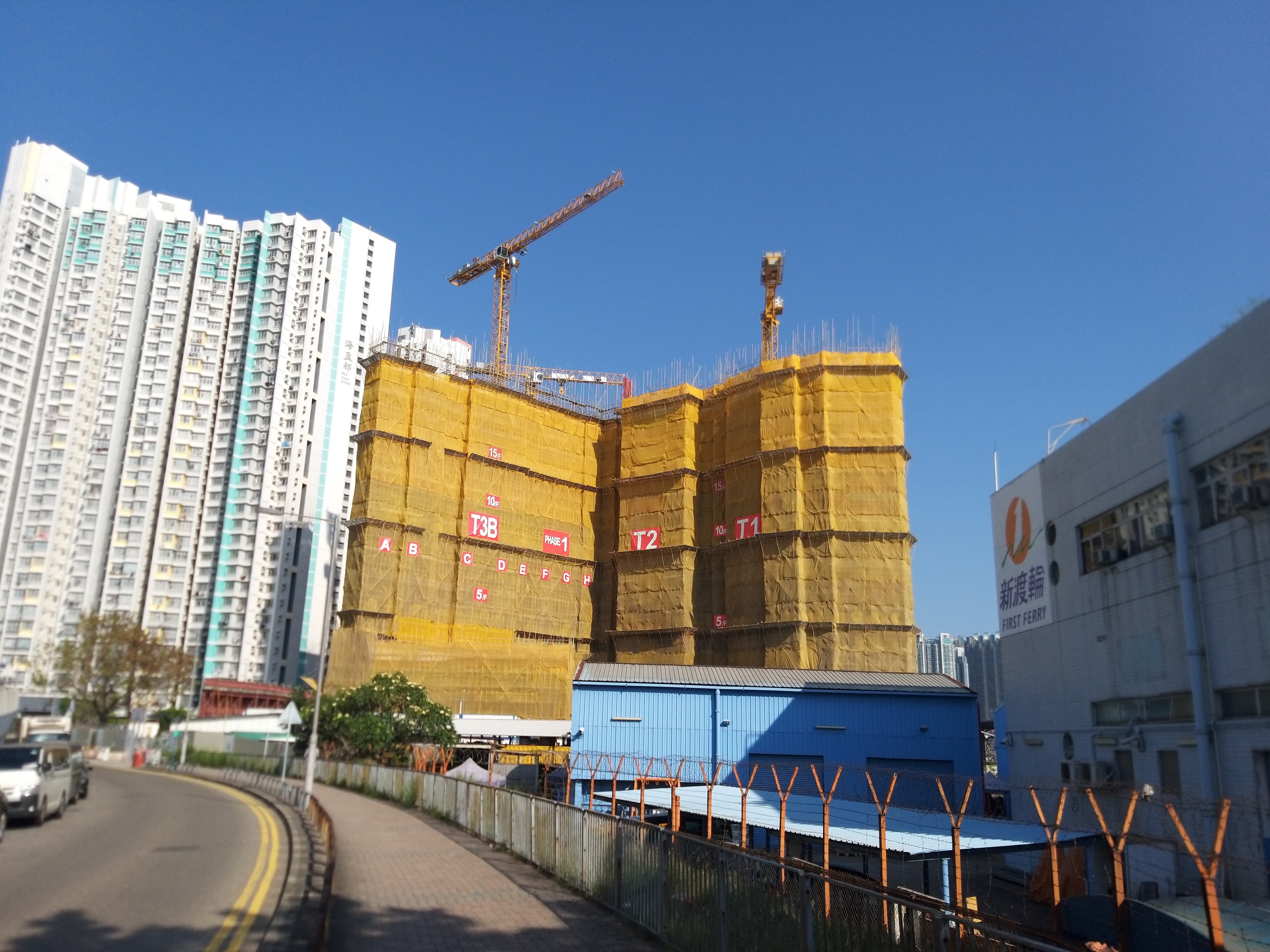
2021年4月
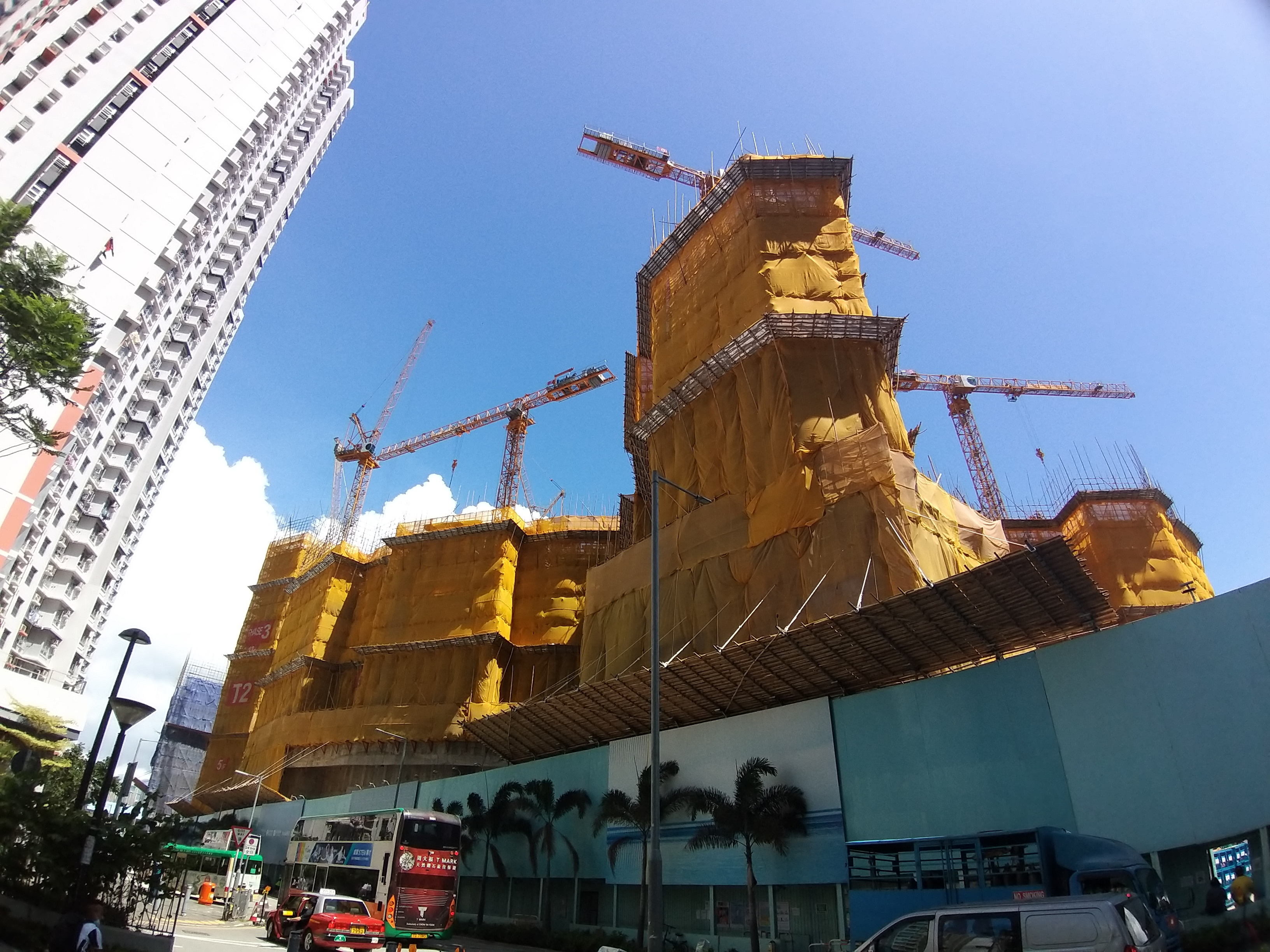
2021年6月
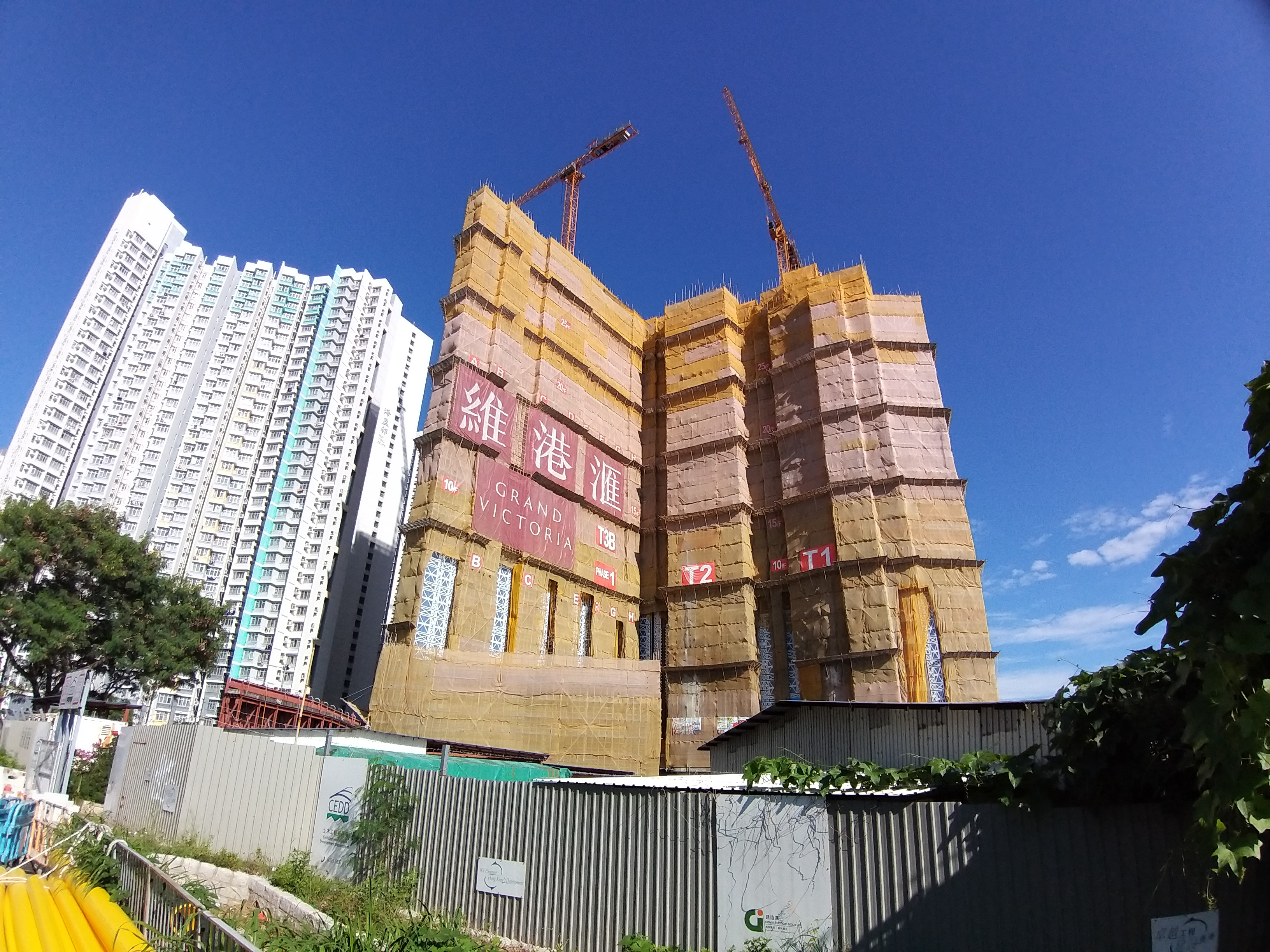
2021年8月
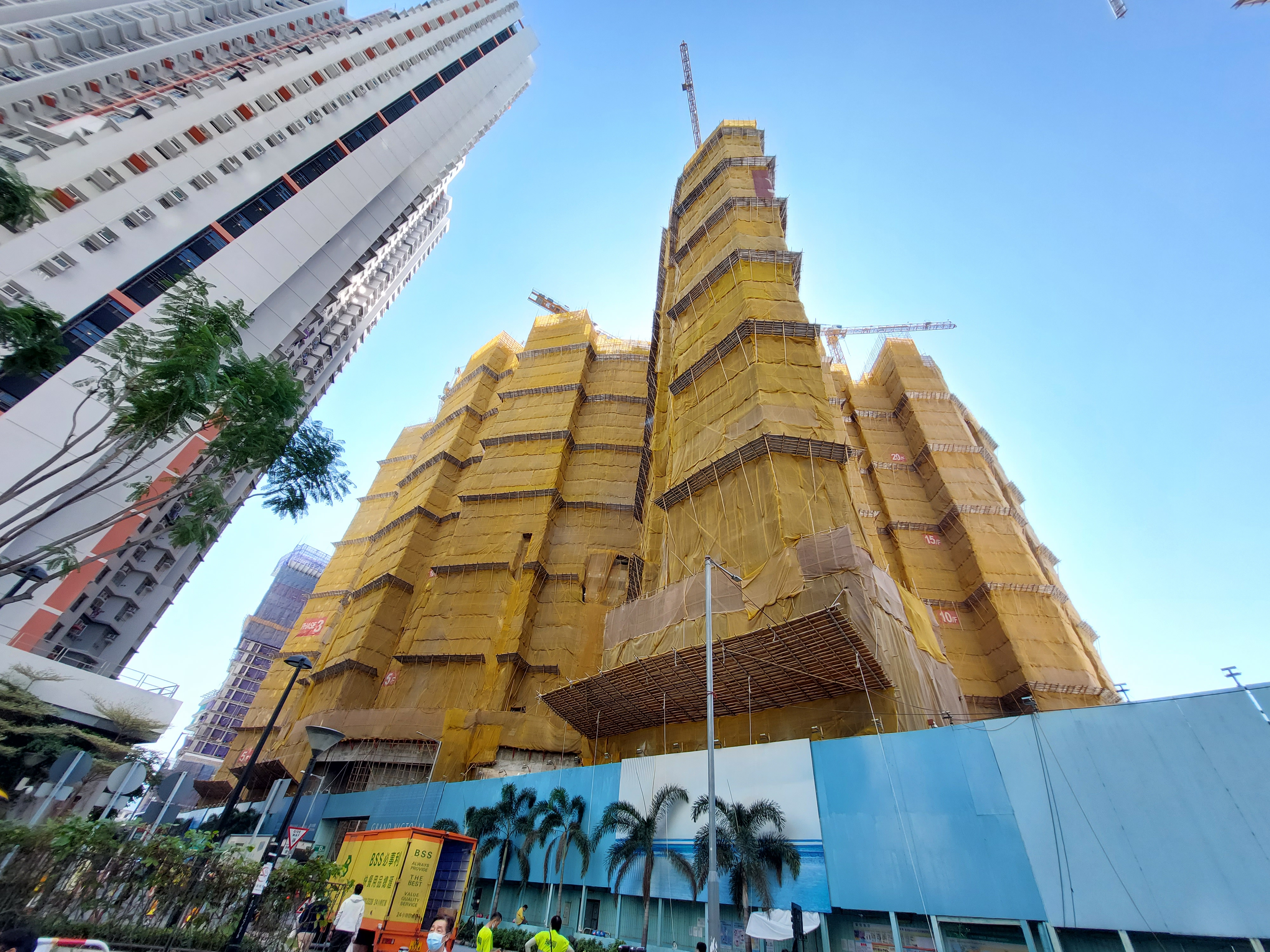
2021年11月
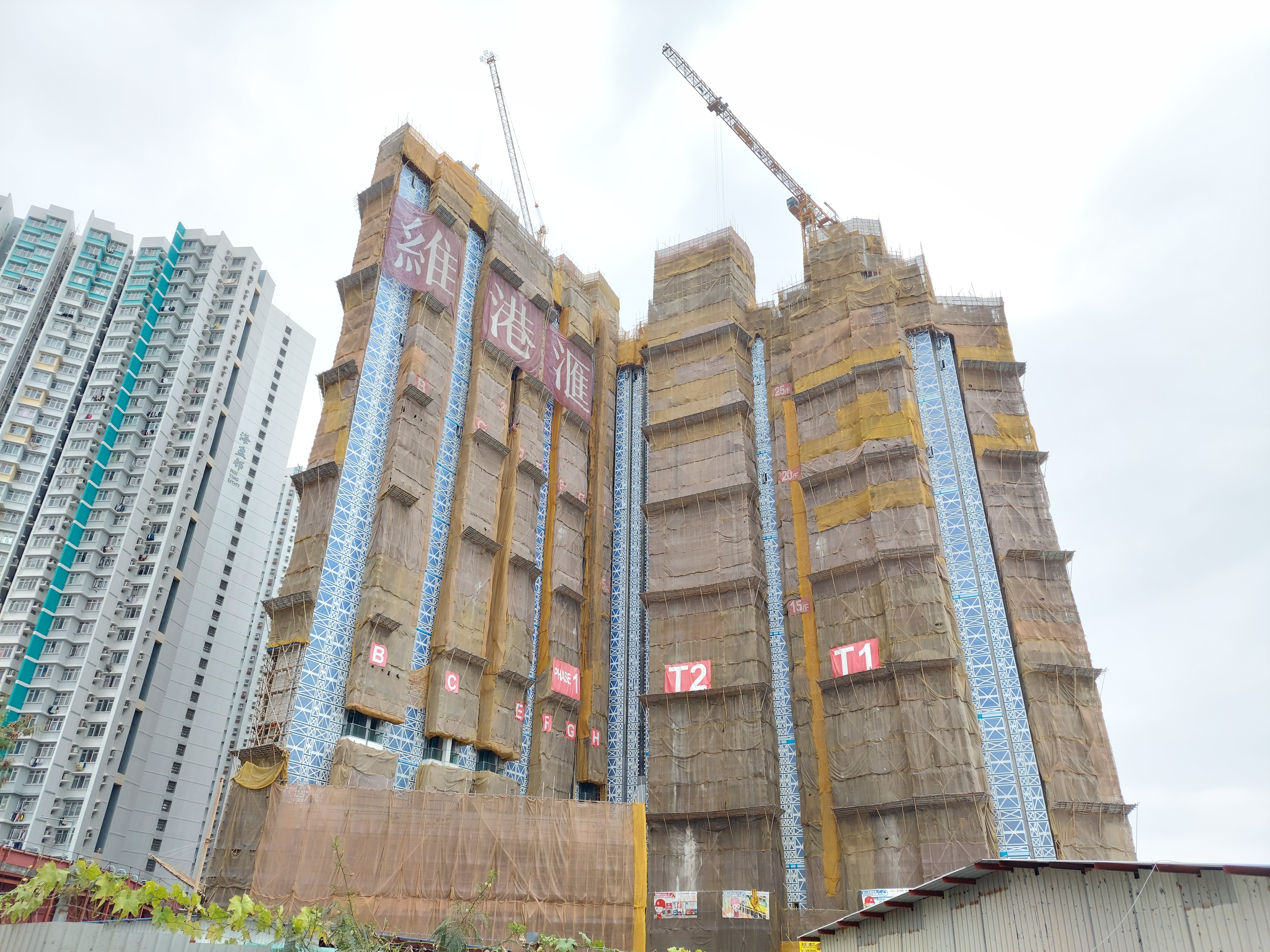
已封頂，2022年1月
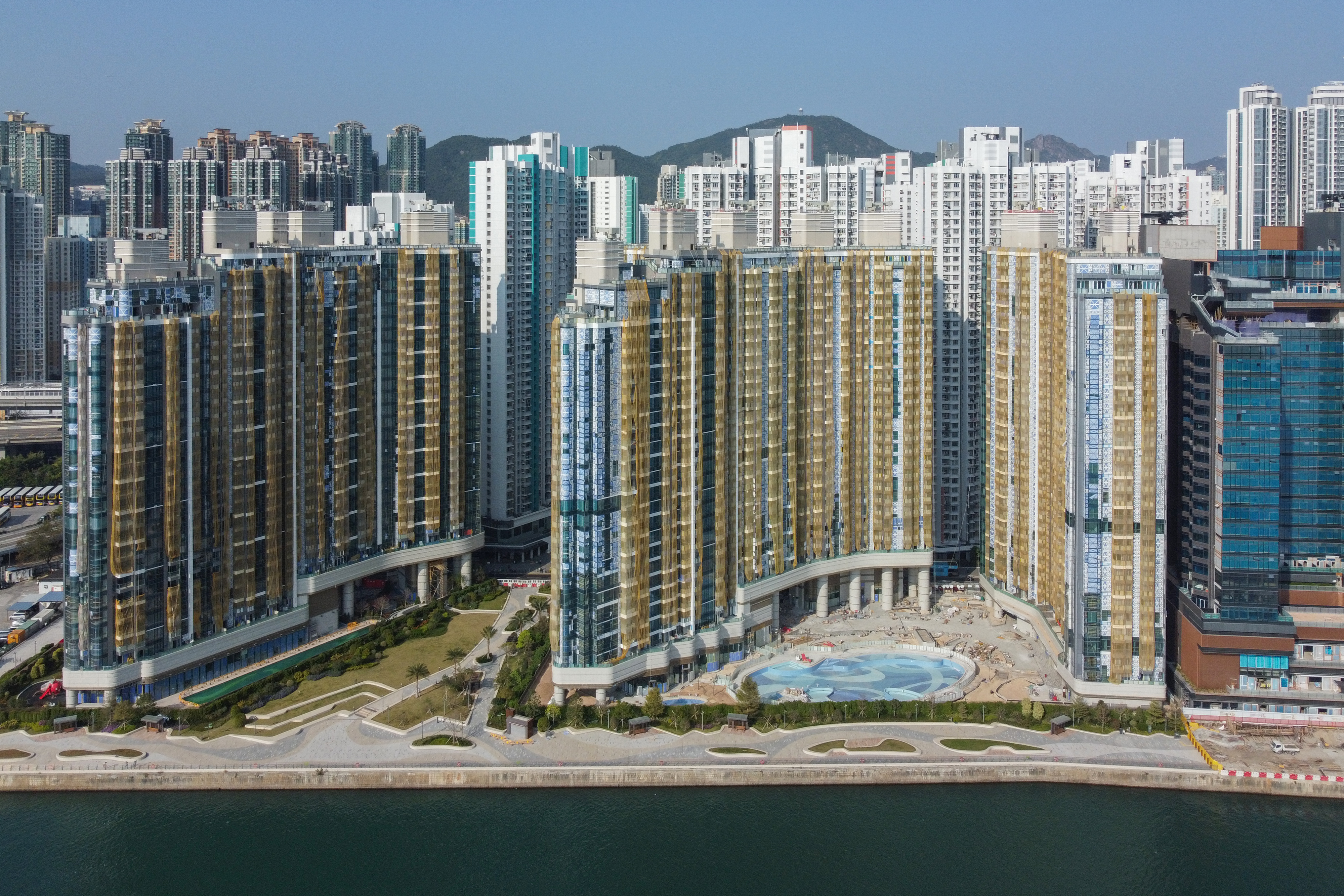
即將完工，2023年3月

## 鄰近
- 長沙灣副食品批發市場
- Townplace West Kowloon 本舍
- 郭怡雅神父紀念學校（新校址）
- 凱樂苑
- 海盈邨
- 海達邨

## 外部連結
- 維港匯官方網站 （页面存档备份，存于）